# Francisco de Paula Quadrado de Roo
Francisco de Paula Quadrado de Roo (1794-1873) fue un militar, marino, académico y diplomático español, miembro de la Real Academia de la Historia.

## Biografía
Nacido en la localidad de Puerto Real —por entonces parte de la jurisdicción territorial del Reino de Sevilla— en 1794, fue académico correspondiente, y más tarde numerario, de la Real Academia de la Historia, el primero en ocupar la medalla número 1, en la que le sucedió el geógrafo Francisco Coello de Portugal y Quesada. También fue censor de la academia. Falleció en la capital, Madrid, el 1 de febrero de 1873, en el número 15 de la céntrica calle del Caballero de Gracia. Fue también miembro correspondiente de la Real Academia de Ciencias de Turín.